# 阿爾達托夫 (莫爾多維亞共和國)
54°51′N 46°14′E / 54.850°N 46.233°E
阿爾達托夫（Арда́тов）是俄羅斯莫爾多維亞共和國東北部的一個城市，位於阿拉特里河畔。距薩蘭斯克114公里。2002年人口9,587人。
1671年建立，1780年建市。